# Générations (radio)
 (janvier 2014).
Si vous disposez d'ouvrages ou d'articles de référence ou si vous connaissez des sites web de qualité traitant du thème abordé ici, merci de compléter l'article en donnant les références utiles à sa vérifiabilité et en les liant à la section « Notes et références ».
Generations est une station de radio en région parisienne créée en 1992. Elle émet sur la bande FM à la fréquence de 88,2 MHz à Paris, 101.5 MHz à Lyon et en DAB+ dans toute la France. Dirigée par Christophe Mahé, elle diffuse principalement du hip-hop et propose quelques émissions spécialisées, notamment en rap français, R'n'B et reggae.
Elle appartient au groupe audiovisuel français Espace Group basé à Lyon. Elle est par ailleurs membre du GIE Les Indés Radios et du Syndicat des radios indépendantes.

## Historique

### Espace FM (1987-1990)
Une première radio amateur est créée à l’hôpital Charles-Foix d’Ivry-sur-Seine en 1987 par René Laforestrie, docteur en psychologie, président-fondateur de l’Association pour le développement des ateliers de créativité pour personnes âgées (ADACPA), chevalier de La Légion d’honneur sous le nom de Espace FM. Elle commence à émettre en pirate depuis l’hôpital gériatrique d'Ivry. Son objectif était de faire parler les vieux, mais également d'accueillir des jeunes au sein de l'hôpital. La radio ne pouvait être à peine captée dans l’hôpital, et encore, la puissance trop faible de l’émetteur ne permettait pas de la capter des villes d'Ivry-sur-Seine et de Vitry-sur-Seine dans le département du Val-de-Marne. Comme collaborateur à cette radio, il avait nommé André Fertier responsable de la communication, qu’il avait précédemment embauché en 1985 pour occuper le poste de responsable de l’Espace Musique l’un des nombreux ateliers de créativité que le docteur Laforestrie avait implantés en faveur des personnes âgées hospitalisées à Charles-Foix. Jean-Marc Rosier responsable technique et chargé de l’animation des émissions et de la programmation musicale assisté d’une animatrice, dans la continuité des actions initiées par le docteur Laforestrie, cette radio avait pour objectif de casser le ghetto des mouroirs en permettant la rencontre entre le monde des enfermés et le monde de la cité, faciliter et promouvoir l’échange entre la vie, la culture de la jeunesse et la vie, le passé culturel des personnes âgées hospitalisées. Déçu des résultats de cette première radio qui ne répondait pas à son projet initial car n’étant captée qu’à l’intérieur de l’Hôpital, il prend la décision de passer sur 107 Mgh et grâce à un nouveau émetteur de 200 W, qu’il avait acquis auprès du président des radios libres, la radio émet dans un rayon de 30 km. Le Conseil supérieur de l'audiovisuel (CSA), qui constate que la petite radio EFM émet sans autorisation sur la canal 107 Mgh réservée à cette époque à l’Armée française met fin en octobre 1990 à 4 ans de tolérance en engageant une procédure juridique de saisie. Le Docteur Laforestrie et le Directeur de l’Hôpital sont convoqués au commissariat de police du 13e arrondissement de Paris à la demande du procureur de la République. Il met donc fin en à cette première expérience et ferme la petite radio amateur pirate interne à l’hôpital en octobre 1990 et se sépare de l'équipe.

### Demande de fréquence radio
Le 1er mai 1991, le docteur Laforestrie participe à l'émission La Marche du siècleprésentant les actions dans le domaine de la créativité qu’il avait implantées en faveur des personnes âgées à l’hôpital Charles-Foix. Il exprime à l’antenne le souhait d’obtenir une autorisation de radio-fréquence en faveur des personnes âgées et la jeunesse toutes les deux culturellement associées. Le CSA répond favorablement à sa requête. René Laforestrie, via son Association pour le développement des ateliers de créativité pour personnes âgées (ADACPA), reçoit en mai 1991 confirmation de l’obtention d’une fréquence radio temporaire 24h/24h d’un an. Officiellement, une nouvelle radio « EFM Intergénération » créée par René Laforestrie, président-fondateur de l’association ADACPA était née avec une équipe de jeunes professionnels de la radio et il nomme en mai 1991 Patrice Grassi, directeur de la programmation et directeur technique avec pour mission de construire le nouveau studio radio aux normes exigées par le CSA et proposer un programme musical. Ce dernier construit le nouveau studio et propose une programmation hard rock. Pendant l’année 1992, deux autres responsables de la programmation chargés exclusivement des émissions matinales (6h-14h) succèdent à M. Grassi : Christian Bittoneau, remplacé en septembre 2012 par Éric Berthelot.

### EFM Intergénération (1990-1995)
En 1992, l'association déménage dans de nouveaux locaux. L'embauche de responsables chargés du contrôle technique des studios permet de répondre aux normes imposées par le CSA. Le 15 juin 1992 la nouvelle radio « EFM Intergénération » est définitivement autorisée à émettre sur la bande FM parisienne par le CSA en mi-fréquence (6h-14h, 19h-23h), en partage avec Ici et Maintenant !.

### Génération 88.2 (1992-2002)
René Laforestrie Président Fondateur de la Radio Générations 88.2 (1992-2002)
Le docteur Laforestrie nomme Mark Bombattak directeur de la programmation, qui sera l’âme de Générations 88.2 pour la tranche horaire du soir 19h-23h, consacrée exclusivement à la musique rap, et carte blanche lui est donnée pour organiser les soirées de la radio Générations. La gestion des tranches horaires matinales et de sa programmation matinale (6h-14h) confiée en 1993 à Michel Berger et sa mission prendra fin en octobre 2002, date de la fusion de radio Générations 88.2 avec Paris Jazz.
Au départ de Mark, son ami Dan est nommé en 1997 directeur de la programmation de radio Générations 88.2 et Bruno Laforestrie directeur d’antenne.
En 1992, Dj Bronco fait ses premières apparitions radiophoniques sur l'antenne, rejoint par Dan. Laurent. Thierry Riou animait l'émission de jazz Bleu Citron. Une nouvelle programmation rap apparaît dans les tranches horaires de fin de soirée dont Marc[Qui ?] a été le principal animateur et responsable, les matinales et le week-end étant réservés aux personnes âgées et différentes émissions culturelles (peinture, classique, histoire, etc. et l’émission quotidienne de René Laforestrie à 13h avec des personnes âgées hospitalisées).
Le rappeur Zoxea des Sages Poètes de la rue anime l'émission Quoi de neuf baby à partir de 1994.
Générations verra l'émergence dans cette période la nouvelle scène du rap français incarnée notamment par Kery James, la Mafia K'1 Fry et le collectif Time Bomb, dont les premiers freestyles seront faits en direct sur l'antenne.
Le 19 avril 1995, le CSA renouvelle son autorisation d'émettre entre 7 h et 14 h et 19 h et 23 h avec un partage de fréquence avec Ici et maintenant !.
Il est décidé en 1997 de transférer les émissions du soir à Paris et Bruno Laforestrie prend la direction opérationnelle de la radio. Il sera nommé de 2009 au 31 décembre 2011 président de Générations ; René Laforestrie continue d'animer une émission quotidienne destinée aux personnes âgées, émissions qui prendront fin en octobre 2002 avec la nouvelle configuration de Générations 88.2.

### Générations Paris Jazz
En 2002, Générations fusionne avec Paris Jazz et un nouvel ensemble dénommé « Générations Paris Jazz » est autorisé par le CSA en catégorie B. Cependant, le jazz est progressivement abandonné, jusqu'à être définitivement remplacé par le format hip-hop.

### Générations
En 2008, Générations réalise la troisième version de son site Internet, en y affectant plus d'interactivité, plus de contenus et plus de musique. Le site devient rapidement le premier site internet de radio locale en France[réf. nécessaire]. En novembre 2008, la radio inaugure sept[Passage contradictoire] nouvelles webradios thématiques : Rap français, Rap français Gold, Rap US, R&B, Reggae, Funk & Soul, en confiant la programmation aux DJs de la station. La radio est donc non seulement diffusée dans toute l'Île-de-France, mais aussi dorénavant dans le monde entier sur le site officiel de la station. Médiamétrie crédite la station de 1,8 point d'audience cumulée en Île-de-France[réf. nécessaire]. Fin 2008, ses studios sont situés dans le 20e arrondissement de Paris, et déménage en 2012.
En 2011, la radio change de direction avec le départ de Bruno Laforestrie.
En juillet 2016, elle est autorisée par le CSA à reprendre les programmes de Sun 101.5 à Lyon, détenue elle aussi par Espace Group. Elle obtient alors sa première fréquence en province avec des décrochages locaux.

## Ligne éditoriale
La ligne éditorial de Générations garde deux parti pris : jouer tous les classiques du répertoire français et international. On vit l'époque Sefyu, Sniper Ol Kainry, Mafia K1 Fry, Alibi Montana, LIM, La Fouine, mais aussi Lefa 50 cent, Kanye West et bien d'autres.

## Diffusion sur internet
En 2008, Générations réalise la troisième version de son site internet, décidée à y introduire plus d'interactivité, plus de contenus et plus de musique. Le site devient le premier site internet de radio locale en France[réf. nécessaire]. Lors de la révolution numérique, la station inaugure quatre[Passage contradictoire] webradios en novembre 2008, en confiant la programmation aux DJs de la station. En novembre 2014, la radio étend son activité sur le web avec notamment de multiples webradios ou encore une web TV. Aujourd'hui[Quand ?], ces webradios sont au nombre de trente-et-un.

## Compilations
Plusieurs compilations ont été commercialisées sous le nom de la radio :
- 2007 : Générations 88.2 (Coffret 15 CD) [5]
- 2013 : Générations Funk (Coffret 2 CD)
- 2013 : Générations Hip-Hop Soul Radio (Coffret 4 CD)
- 2013 : Générations Soul (Coffret 2 CD)
- 2013 : Générations Funk Vol. 2 (Coffret 2 CD)
- 2014 : Générations Reggae Dancehall (Coffret 2 CD)